# General Pico
General Pico és una ciutat argentina, la segona en importància de la Província de La Pampa. És al seu torn la capçalera del departament Maraco, al nord-est de la província.